# Beroe forskalii
Beroe forskalii är en kammanetart som beskrevs av Milne Edwards 1841. Beroe forskalii ingår i släktet Beroe, och familjen Beroidae. Inga underarter finns listade i Catalogue of Life.